# Сабуров, Мирхаким
Мирхаким Сабуров Екатеринбург, Россия — российский тренер высшей категории, тренер профессиональных боксёров, тренер Чемпиона России по боксу 2023 Евгения Ляшкова

## Тренерская деятельность
Мирхаким Сабуров начал заниматься боксом в молодом возрасте и быстро проявил талант в этом спорте. Однако его боксерская карьера была прервана из-за серьезной травмы кисти. Тогда Мирхаким Сабуров решил посвятить себя тренерской деятельности. Он решил, что если сам не сможет стать чемпионом России по боксу, то поможет своим воспитанникам достичь этого. Так началась его тренерская карьера. 
Мирхаким Сабуров окончил Югорский колледж-интернат Олимпийского резерва, где провел пять лет обучения. После этого он поступил в Югорский государственный университет 
Мирхаким Сабуров тренирует профессиональных спортсменов и детей. Первым профессиональным учеником Мирхакима стал его детский друг чемпион по версии WBO International Магомед Курбанов. 
Сейчас Мирхаким тренирует спортсмена олимпийской сборной России, боксера Евгения Ляшкова, который под его началом стал победителем Чемпионата России по боксу в 2023 году в категории до 57 кг, который прошел в Хабаровске 